# Eupithecia eurytera
Eupitecia eurytera es una especie de polilla de la familia Geometridae. La especie fue descrita por primera vez por Louis Beethoven Prout en 1938 y se puede encontrar distribuido en China. Cuenta con algunas caracaterísticas similares a otra especie china, E. chingana. El holotipo fue una especie macho descrito en el sector Pehlinting, a una altitud de 6000 pies (1828,8 m), aproximadamente a 50 millas (80,5 km) norte de Chengdu.
Es una polilla pequeña con una envergadura de 22 milímetros (0,9 plg). Sus alas son de color marrón rojizo con líneas transversas negruzcas. Se encuentra distribuido en las colinas de Pekín, Sichuan y el Tíbet aunque suele tener una coloración más oscura en esta última región.: 56 